# Heteropoda
Heteropoda är ett släkte av spindlar. Heteropoda ingår i familjen jättekrabbspindlar.

## Dottertaxa tillHeteropoda, i alfabetisk ordning[1]
- Heteropoda acuta
- Heteropoda afghana
- Heteropoda alta
- Heteropoda altithorax
- Heteropoda amphora
- Heteropoda analis
- Heteropoda andamanensis
- Heteropoda annulipoda
- Heteropoda armillata
- Heteropoda atollicola
- Heteropoda atriventris
- Heteropoda aulica
- Heteropoda aureola
- Heteropoda badiella
- Heteropoda bellendenker
- Heteropoda belua
- Heteropoda beroni
- Heteropoda bhaikakai
- Heteropoda bhattacharjeei
- Heteropoda bifurcula
- Heteropoda bimaculata
- Heteropoda binnaburra
- Heteropoda bivittata
- Heteropoda boiei
- Heteropoda bonthainensis
- Heteropoda borneensis
- Heteropoda boutani
- Heteropoda bulburin
- Heteropoda buxa
- Heteropoda camelia
- Heteropoda cavernicola
- Heteropoda cervina
- Heteropoda chelata
- Heteropoda chengbuensis
- Heteropoda conwayensis
- Heteropoda cooki
- Heteropoda cooloola
- Heteropoda crassa
- Heteropoda crediton
- Heteropoda cyanichelis
- Heteropoda cyanognatha
- Heteropoda cyperusiria
- Heteropoda dagmarae
- Heteropoda dasyurina
- Heteropoda debalae
- Heteropoda debilis
- Heteropoda denticulata
- Heteropoda distincta
- Heteropoda elatana
- Heteropoda eluta
- Heteropoda emarginativulva
- Heteropoda erythra
- Heteropoda eungella
- Heteropoda fabrei
- Heteropoda fischeri
- Heteropoda flavocephala
- Heteropoda furva
- Heteropoda garciai
- Heteropoda gemella
- Heteropoda goonaneman
- Heteropoda gordonensis
- Heteropoda gourae
- Heteropoda graaflandi
- Heteropoda grooteeylandt
- Heteropoda gyirongensis
- Heteropoda hainanensis
- Heteropoda hampsoni
- Heteropoda hermitis
- Heteropoda hillerae
- Heteropoda holoventris
- Heteropoda hosei
- Heteropoda hupingensis
- Heteropoda ignichelis
- Heteropoda imbecilla
- Heteropoda invicta
- Heteropoda jacobi
- Heteropoda javana
- Heteropoda jiangxiensis
- Heteropoda jugulans
- Heteropoda kabaenae
- Heteropoda kalbarri
- Heteropoda kandiana
- Heteropoda kobroorica
- Heteropoda kuekenthali
- Heteropoda kuluensis
- Heteropoda languida
- Heteropoda lashbrooki
- Heteropoda lentula
- Heteropoda leprosa
- Heteropoda leptoscelis
- Heteropoda lindbergi
- Heteropoda listeri
- Heteropoda longipes
- Heteropoda lunula
- Heteropoda luwuensis
- Heteropoda malitiosa
- Heteropoda manni
- Heteropoda marillana
- Heteropoda martusa
- Heteropoda maxima
- Heteropoda mecistopus
- Heteropoda mediocris
- Heteropoda merkarensis
- Heteropoda meticulosa
- Heteropoda minahassae
- Heteropoda mindiptanensis
- Heteropoda modiglianii
- Heteropoda monroei
- Heteropoda montana
- Heteropoda monteithi
- Heteropoda mossman
- Heteropoda murina
- Heteropoda muscicapa
- Heteropoda nagarigoon
- Heteropoda natans
- Heteropoda nebulosa
- Heteropoda nicki
- Heteropoda nicobarensis
- Heteropoda nigriventer
- Heteropoda nilgirina
- Heteropoda nirounensis
- Heteropoda nobilis
- Heteropoda novaguineensis
- Heteropoda nyalama
- Heteropoda obtusa
- Heteropoda ocyalina
- Heteropoda panaretiformis
- Heteropoda parva
- Heteropoda pedata
- Heteropoda phasma
- Heteropoda pingtungensis
- Heteropoda planiceps
- Heteropoda plebeja
- Heteropoda pressula
- Heteropoda procera
- Heteropoda pumilla
- Heteropoda raveni
- Heteropoda renibulbis
- Heteropoda robusta
- Heteropoda rosea
- Heteropoda rubra
- Heteropoda rufognatha
- Heteropoda rundle
- Heteropoda ruricola
- Heteropoda sarotoides
- Heteropoda sartrix
- Heteropoda schlaginhaufeni
- Heteropoda schwendingeri
- Heteropoda sexpunctata
- Heteropoda shillongensis
- Heteropoda signata
- Heteropoda silvatica
- Heteropoda simplex
- Heteropoda speciosus
- Heteropoda spenceri
- Heteropoda spinipes
- Heteropoda spurgeon
- Heteropoda squamacea
- Heteropoda straminea
- Heteropoda strandi
- Heteropoda strasseni
- Heteropoda striata
- Heteropoda striatipes
- Heteropoda submaculata
- Heteropoda subplebeia
- Heteropoda subtilis
- Heteropoda sumatrana
- Heteropoda teranganica
- Heteropoda tetrica
- Heteropoda thoracica
- Heteropoda tokarensis
- Heteropoda truncus
- Heteropoda umbrata
- Heteropoda variegata
- Heteropoda warrumbungle
- Heteropoda warthiana
- Heteropoda veiliana
- Heteropoda venatoria
- Heteropoda vespersa
- Heteropoda willunga